# Hanane Lafif
Hanane Lafif alias Tendresse, née en 1987, est une rappeuse marocaine.

## Biographie
Née le 17 janvier 1987 à Casablanca, Tendresse,de son vrai nom Hanane Lafif, commence à s’intéreser au hip-hop à Casablanca, au début des années 2000, écrit des textes, enregistre dans un studio et participe à des battles de rap, souvent seule jeune femme parmi les participants masculins, raconte-t-elle.
Elle se choisit Tendresse comme nom de scène, traduction de son prénom Hanane, mais aussi pied de nez à l’image masculine du rap.
Elle fait partie d’un premier groupe casablancais, Bclik, en 2007, puis de Xsid.  Elle entame ensuite une carrière solo avec un répertoire qui oscille entre rap et  R'n'B.  